# Dänischer Fußballpokal 1998/99
Der Dänische Fußballpokal 1998/99 (unter Sponsorenschaft auch Compaq Cup) war die 45. Austragung des dänischen Pokalwettbewerbs der Männer. Er wurde vom dänischen Fußballverband ausgetragen. Das Finale fand traditionell am Himmelfahrtstag (13. Mai 1999) im Parken von Kopenhagen statt. Pokalsieger wurde AB Gladsaxe, der sich im Finale gegen Aalborg BK durchsetzte.
Das Halbfinale wurde in Hin- und Rückspiel entschieden. In den anderen Runden wurden die Begegnungen in einem Spiel ausgetragen. Bei unentschiedenem Ausgang wurde zur Ermittlung des Siegers eine Verlängerung gespielt. Stand danach kein Sieger fest, folgte ein Elfmeterschießen.

## 1. Runde
Es nahmen 48 Mannschaften der Dänemarkserie sowie die 16 Teams der 2. Division 1997/98 teil.
|                      | Ergebnis |                            |
| -------------------- | -------- | -------------------------- |
| Vojens BK            | 2:0      | Fjordager IF               |
| Kalundborg GB        | 2:3      | Nivå-Kokkedal Fodbold      |
| Thisted FC           | 1:0      | Holstebro BK               |
| BK Avarta            | 3:0      | Brønshøj BK                |
| B 1908 Amager        | 0:2      | Hellerup IK                |
| Dalum IF             | 4:1      | B 1909 Odense              |
| Dynamo Dragsholm     | 0:3      | Nykøbing Falster Alliancen |
| Dronninglund IF      | 1:4      | Odense Kammeraternes SK    |
| Faxe BK              | 1:3      | IK Viking Rønne            |
| Farsø/Ullits IK      | 0:3      | Vorup Frederiksberg BK     |
| Frederikshavn fI     | 3:2      | Skive IK                   |
| ÍF Føroyar           | 0:3      | Kastrup BK                 |
| Gladsaxe-Hero BK     | 3:4      | Vanløse IF                 |
| Hedehusene IK        | 3:1      | Døllefjelde-Musse IF       |
| Holbæk B&I           | 03:0 1   | Skovshoved IF              |
| Hundested IK         | 5:2      | IF Skjold Birkerød         |
| Kerteminde BK        | 0:3      | Greve IF                   |
| Kolding IF           | 1:4      | Vejen SF                   |
| Maribo BK            | 0:4      | Jægersborg BK              |
| Nakskov BK           | 3:2      | Farum BK                   |
| Ringkøbing IF        | 1:2      | Brande IF                  |
| SHN/Ulfborg IF       | 0:1      | Middelfart G&BK            |
| Skals FF             | 0:3      | Haderslev FK               |
| Snejbjerg SG&I       | 6:5      | Nørre Aaby IK              |
| Stensballe IF        | 4:2      | Lystrup IF                 |
| Vedbæk BK            | 7:0      | Helsingør IF               |
| Vejgaard BSK         | 1:4      | Randers SK Freja           |
| Vejle FC             | 0:2      | Kolding BK                 |
| BK Vest Rødovre      | 2:3      | Tårnby BK                  |
| Viby IF              | 4:1      | Krogsbølle-Roerslev FK     |
| VLI Frederiksberg IF | 1:2      | Ringsted IF                |
| Aars IK              | 1:6      | FC Fredericia              |

## 2. Runde
Teilnehmer waren die 32 Sieger der ersten Runde und die 8 Vereine auf den Plätzen neun bis sechzehn der 1. Division 1997/98.
|                         | Ergebnis              |                            |
| ----------------------- | --------------------- | -------------------------- |
| IK Viking Rønne         | 2:1                   | Fremad Amager              |
| Vojens BK               | 0:3                   | Nykøbing Falster Alliancen |
| BK Avarta               | 0:3                   | Hellerup IK                |
| Brande IF               | 4:4 n. V. (4:5 i. E.) | IK Aalborg Chang           |
| Frederikshavn fI        | 6:1                   | Nakskov BK                 |
| Greve IF                | 1:1 n. V. (5:4 i. E.) | Holbæk B&I                 |
| Hedehusene IK           | 0:4                   | Skovshoved IF              |
| Hundested IK            | 0:6                   | Næstved BK                 |
| Jægersborg BK           | 4:1                   | Kastrup BK                 |
| Kolding BK              | 0:3                   | Vorup Frederiksberg BK     |
| Nivå-Kokkedal Fodbold   | 1:3                   | BK Frem Kopenhagen         |
| Odense Kammeraternes SK | 1:0                   | Dalum IF                   |
| Randers SK Freja        | 2:3                   | Haderslev FK               |
| Ringsted IF             | 4:2 n. V.             | Vanløse IF                 |
| Snejbjerg SG&I          | 2:0                   | Stensballe IF              |
| Thisted FC              | 4:3                   | FC Fredericia              |
| Vedbæk BK               | 0:2                   | Glostrup IF 32             |
| Vejen SF                | 2:3                   | B 1913 Odense              |
| Viby IF                 | 1:3 n. V.             | Middelfart G&BK            |
| Ølstykke FC             | 0:2                   | Tårnby BK                  |

## 3. Runde
Teilnehmer: Die 20 Sieger der zweiten Runde, sechs Teams auf den Plätzen drei bis acht der 1. Division 1997/98 und der Elfte und Zwölfte der Superliga 1997/98.
|                            | Ergebnis  |                    |
| -------------------------- | --------- | ------------------ |
| Jægersborg BK              | 1:3       | BK Frem Kopenhagen |
| Roskilde BK                | 0:3       | Hellerup IK        |
| Greve IF                   | 1:2       | Ringsted IF        |
| Køge BK                    | 3:1       | Hvidovre IF        |
| Nykøbing Falster Alliancen | 0:3       | Tårnby BK          |
| Næstved BK                 | 3:1       | Glostrup IF 32     |
| Odense Kammeraternes SK    | 1:7       | Haderslev FK       |
| IK Viking Rønne            | 2:9       | B 1913 Odense      |
| Thisted FC                 | 2:3       | Herning Fremad     |
| Vorup Frederiksberg BK     | 1:3       | Svendborg fB       |
| IK Aalborg Chang           | 0:2       | Odense BK          |
| Ikast FS                   | 2:3 n. V. | Esbjerg fB         |
| Snejbjerg SG&I             | 0:7       | AC Horsens         |
| Middelfart G&BK            | 2:3       | Frederikshavn fI   |

## 4. Runde
Teilnehmer: Die 14 Sieger der dritten Runde, der Erste und Zweite der 1. Division 1997/98, sowie die vier Vereine auf den Plätzen sieben bis zehn der Superliga 1997/98.
|                    | Ergebnis  |                 |
| ------------------ | --------- | --------------- |
| Haderslev FK       | 0:4       | Viborg FF       |
| AC Horsens         | 4:5       | Aalborg BK      |
| B 1913 Odense      | 0:1       | Odense BK       |
| Frederikshavn fI   | 0:2       | Herfølge BK     |
| BK Frem Kopenhagen | 0:2       | Aarhus Fremad   |
| Herning Fremad     | 5:0       | Køge BK         |
| Ringsted IF        | 2:4 n. V. | Næstved BK      |
| Tårnby BK          | 1:3       | Esbjerg fB      |
| Hellerup IK        | 0:7       | Aarhus GF       |
| Svendborg fB       | 3:2       | B.93 Kopenhagen |

## 5. Runde
Teilnehmer: Die 10 Sieger der vierten Runde und die besten sechs Vereine der Superliga 1997/98.
|                | Ergebnis |               |
| -------------- | -------- | ------------- |
| Esbjerg fB     | 1:3      | Aalborg BK    |
| Herning Fremad | 1:2      | Herfølge BK   |
| Næstved BK     | 1:7      | AB Gladsaxe   |
| Svendborg fB   | 0:3      | FC Kopenhagen |
| Silkeborg IF   | 5:1      | Aarhus Fremad |
| Lyngby BK      | 1:0      | Vejle BK      |
| Odense BK      | 1:0      | Aarhus GF     |
| Viborg FF      | 0:3      | Brøndby IF    |

## Viertelfinale
Teilnehmer: Die 8 Sieger der vierten Runde.
|              | Ergebnis              |               |
| ------------ | --------------------- | ------------- |
| AB Gladsaxe  | 1:0                   | FC Kopenhagen |
| Silkeborg IF | 2:1                   | Herfølge BK   |
| Lyngby BK    | 1:1 n. V. (2:4 i. E.) | Aalborg BK    |
| Odense BK    | 1:3 n. V.             | Brøndby IF    |

## Halbfinale
|              | Gesamt |             | Hinspiel | Rückspiel |
| ------------ | ------ | ----------- | -------- | --------- |
| Brøndby IF   | 1:3    | AB Gladsaxe | 1:1      | 0:2       |
| Silkeborg IF | 4:6    | Aalborg BK  | 4:4      | 0:2       |

## Finale
| Paarung        | AB Gladsaxe – Aalborg BK |
| Ergebnis       | 2:1 (1:1) |
| Datum          | 13. Mai 1999 |
| Stadion        | Parken, Kopenhagen |
| Zuschauer      | 25.113 |
| Schiedsrichter | Jan Hald |
| Tore           | 1:0 Alex Nielsen (42.) 1:1 Søren Frederiksen (43.) 2:1 Chris Hermansen (73.) |
| AB Gladsaxe    | Jan Hoffmann – Allan Olsen, René Henriksen, Lars Bo Larsen – Jan Michaelsen, Peter Rasmussen, Jan Bjur, Brian Steen Nielsen, Alex Nielsen (72. Kaan Metin) – Chris Hermansen (84. Martin Albrechtsen), Jesper Falck Cheftrainer: Ole Mørk                                    |
| Aalborg BK     | Jimmy Nielsen – Brian Priske, Jozo Matovac, Thomas Bælum – Jens Jessen, Lars Thomsen (79. Thomas Gaardsøe), Henrik Rasmussen (56. Allan Gaarde), Ståle Solbakken, Anders Andersson (65. Torben Boye) – Søren Frederiksen, Frank Strandli Cheftrainer: Hans Backe ( Schweden) |